# Provincia de Amazonas (Venezuela)
La provincia de Amazonas fue una de las antiguas provincias de Venezuela, cuando este país aún poseía un régimen centralista. La provincia fue creada el 2 de junio de 1856 al ser segregado el cantón Río Negro de la provincia de Guayana.
Dejó de existir el 28 de marzo de 1864, cuando se creó el Territorio Federal Amazonas.